# Кубок Італії з футболу 2011—2012
Кубок Італії з футболу 2011—2012 — 65-й розіграш Кубка Італії з футболу. Турнір стартував 6 серпня 2011 року, а завершився 20 травня 2012 року фінальним матчем на стадіоні « Олімпійському стадіоні» в Римі. У турнірі взяли участь 78 італійських клубів. У фіналі «Наполі» виграв у «Ювентуса» і в 4-й раз завоював Кубок Італії.

## Учасники
| Серія A (20 команд) | Серія B (22 команди) | Серія С1 / Серія С2 (27 команд) | Серія D (9 команд)                                                                                      |
| - Аталанта - Болонья - Дженоа - Інтер - Кальярі - Катанія - К'єво - Лаціо - Лечче - Мілан - Наполі - Новара - Палермо - Парма - Рома - Сієна - Удінезе - Фіорентина - Чезена - Ювентус | - Альбінолеффе - Асколі - Барі - Брешія - Варезе - Еллас Верона - Віченца - Губбіо - Гроссето - Кротоне - Ліворно - Модена - Ночеріно - Падова - Пескара - Реджина - Сассуоло - Сампдорія - Торіно - Чіттаделла - Емполі - Юве Стабія | - Алессандрія - Авелліно - Барлетта - Беневенто - Віртус Ланчано - Карпі - Каррарезе - Комо - Л'Акуїла - Латина - Лумеццане - Піза - Портосуммага - Прато - Про Патрія - П'яченца - Реджана - Сіракузи - Сорренто - Спеція - Таранто - Трапані - Трієстіна - Трітіум - Феральпісало - Фоджа - Фрозіноне | - Баколі - Вогера - Казертана - Кастель Рігоне - Помільяно - Понтедера - Валле-д'Аоста - Терамо - Тамаї |

## Регламент
- Перший етап (одноматчеві протистояння):
  - Перший раунд: 36 команд з Серії С1, Серії С2 і Серії D починають турнір;
  - Другий раунд: до 18 переможців першого раунду приєднуються 22 команди з Серії B;
  - Третій раунд: до 20 переможців другого етапу приєднуються 12 команд Серії A, посіяні під номерами 9-20;
  - Четвертий раунд: 16 переможців третього етапу зустрічаються між собою.
- Другий етап:
  - 1/8 фіналу: 8 переможців першого етапу зустрічаються з командами  Серії A, посіяними під номерами 1-8 (одноматчеві протистояння);
  - Чвертьфінали (одноматчеві протистояння);
  - Півфінали (двохматчеві протистояння).
- Фінал

## Календар
| Раунд           | Дата                            | Матчі | Клуби   |
| --------------- | ------------------------------- | ----- | ------- |
| Перший раунд    | 6-7 серпня 2011                 | 18    | 78 → 60 |
| Другий раунд    | 13-14 серпня 2011               | 20    | 60 → 40 |
| Третій раунд    | 20-21 серпня 2011               | 16    | 40 → 24 |
| Четвертий раунд | 23-30 листопада 2011            | 8     | 24 → 16 |
| 1/8 фіналу      | 9 грудня 2011 - 19 січня 2012   | 8     | 16 → 8  |
| 1/4 фіналу      | 24-26 січня 2012                | 4     | 8 → 4   |
| 1/2 фіналу      | 8-9 лютого - 20-21 березня 2012 | 4     | 4 → 2   |
| Фінал           | 20 травня 2012                  | 1     | 2 → 1   |

## Перший раунд
| Команда 1          | Рахунок         | Команда 2                  |
| ------------------ | --------------- | -------------------------- |
| 6 серпня 2011      |                 |                            |
| П'яченца (3)       | 3:0             | Понтедера (4)              |
| Спеція (3)         | 3:0             | Валле-д'Аоста (4)          |
| Феральпісало (3)   | 1:2             | Таранто (3)                |
| 7 серпня 2011      |                 |                            |
| Алессандрія (3)    | 1:0             | Касертана (4)              |
| Комо (3)           | 1:2             | Прато (4)                  |
| Фоджа (3)          | 3:0             | Трапані (3)                |
| Лумеццане (3)      | 4:1             | Аурора Про Патрія 1919 (3) |
| Барлетта (3)       | 0:1             | Каррарезе (3)              |
| Беневенто (3)      | 1:1 дч пен. 4:3 | Трітіум (3)                |
| Латина (3)         | 0:1             | Л'Акуїла (3)               |
| Віртус Ланчано (3) | 1:2             | Кастел Рігоне (4)          |
| Портогруаро (3)    | 0:3             | Авелліно (3)               |
| Трієстина (3)      | 2:0             | Вогера (4)                 |
| Сіракуза (3)       | 1:0             | Терамо (4)                 |
| Фрозіноне (3)      | 3:0             | Помільяно (4)              |
| Піза (3)           | 3:0             | Баколі (4)                 |
| Реджана (3)        | 1:2             | Карпі (3)                  |
| Сорренто (3)       | 4:1             | Тамаї (4)                  |

## Другий раунд
| Команда 1        | Рахунок           | Команда 2         |
| ---------------- | ----------------- | ----------------- |
| 13 серпня 2011   |                   |                   |
| Читтаделла (2)   | 3:2 дч            | Піза (3)          |
| Модена (2)       | 4:0               | Фрозіноне (3)     |
| Брешія (2)       | 5:0               | Л'Акуїла (3)      |
| Ліворно (2)      | 3:1               | Сіракуза (3)      |
| Реджина (2)      | 1:0               | Каррарезе (3)     |
| Торіно (2)       | 1:0               | Лумеццане (3)     |
| 14 серпня 2011   |                   |                   |
| Сассуоло (2)     | 2:1               | Юве Стабія (2)    |
| Віченца (2)      | 1:2               | Верона (2)        |
| Пескара (2)      | 2:2 дч пен. 11:12 | Трієстина (3)     |
| Альбінолеффе (2) | 2:1               | Кастел Рігоне (4) |
| Асколі (2)       | 3:1 дч            | Таранто (3)       |
| Варезе (2)       | 0:1               | Авелліно (3)      |
| Емполі (2)       | 4:1               | П'яченца (3)      |
| Падова (2)       | 4:2               | Карпі (3)         |
| Барі (2)         | 1:0               | Спеція (3)        |
| Кротоне (2)      | 1:0               | Сорренто (3)      |
| Гроссето (2)     | 3:2               | Прато (4)         |
| Губбіо (2)       | 2:2 дч пен. 3:2   | Беневенто (3)     |
| Ночеріна (2)     | 2:0               | Фоджа (3)         |
| Сампдорія (2)    | 3:2 дч            | Алессандрія (3)   |

## Третій раунд
| Команда 1      | Рахунок         | Команда 2        |
| -------------- | --------------- | ---------------- |
| 20 серпня 2011 |                 |                  |
| Дженоа         | 4:3             | Ночеріна (2)     |
| Емполі (2)     | 2:1             | Сампдорія (2)    |
| Сассуоло (2)   | 2:2 дч пен. 5:7 | Верона (2)       |
| 21 серпня 2011 |                 |                  |
| Модена (2)     | 2:1             | Реджина (2)      |
| Фіорентіна     | 2:1             | Читтаделла (2)   |
| Чезена         | 1:0 дч          | Асколі (2)       |
| Аталанта       | 3:4             | Губбіо (2)       |
| Барі (2)       | 4:0             | Авелліно (3)     |
| Болонья        | 2:1             | Падова (2)       |
| Кальярі        | 5:1             | Альбінолеффе (2) |
| Катанія        | 2:1             | Брешія (2)       |
| К'єво          | 1:0             | Ліворно (2)      |
| Лечче          | 0:2             | Кротоне (2)      |
| Новара         | 4:0             | Трієстина (3)    |
| Парма          | 4:1             | Гроссето (2)     |
| Сієна          | 1:0             | Торіно (2)       |

## Четвертий раунд
| Команда 1         | Рахунок | Команда 2   |
| ----------------- | ------- | ----------- |
| 23 листопада 2011 |         |             |
| Болонья           | 4:2     | Кротоне (2) |
| К'єво             | 3:0     | Модена (2)  |
| 24 листопада 2011 |         |             |
| Фіорентіна        | 2:1     | Емполі (2)  |
| Дженоа            | 3:2 дч  | Барі (2)    |
| Кальярі           | 1:2     | Сієна       |
| 29 листопада 2011 |         |             |
| Парма             | 0:2     | Верона (2)  |
| Катанія           | 2:3     | Новара      |
| 30 листопада 2011 |         |             |
| Чезена            | 3:0     | Губбіо (2)  |

## 1/8 фіналу
| Команда 1      | Рахунок         | Команда 2  |
| -------------- | --------------- | ---------- |
| 8 грудня 2011  |                 |            |
| Ювентус        | 2:1 дч          | Болонья    |
| Палермо        | 4:4 дч пен. 0:3 | Сієна      |
| 10 січня 2012  |                 |            |
| Лаціо          | 3:2             | Верона (2) |
| 11 січня 2012  |                 |            |
| Удінезе        | 1:2             | К'єво      |
| Рома           | 3:0             | Фіорентіна |
| 12 січня 2012  |                 |            |
| Наполі         | 2:1             | Чезена     |
| 18 січня 2012  |                 |            |
| Мілан          | 2:1 дч          | Новара     |
| 19 січня 2012  |                 |            |
| Інтернаціонале | 2:1             | Дженоа     |

## 1/4 фіналу
| Команда 1     | Рахунок | Команда 2      |
| ------------- | ------- | -------------- |
| 24 січня 2012 |         |                |
| Ювентус       | 3:0     | Рома           |
| 25 січня 2012 |         |                |
| К'єво         | 0:1     | Сієна          |
| Наполі        | 2:0     | Інтернаціонале |
| 26 січня 2012 |         |                |
| Мілан         | 3:1     | Лаціо          |

## 1/2 фіналу
| Команда 1                | Заг. | Команда 2 | 1-й матч | 2-й матч |
| ------------------------ | ---- | --------- | -------- | -------- |
| 8 лютого/20 березня 2012 |      |           |          |          |
| Мілан                    | 3:4  | Ювентус   | 1:2      | 2:2      |
| 9 лютого/21 березня 2012 |      |           |          |          |
| Сієна                    | 2:3  | Наполі    | 2:1      | 0:2      |

## Фінал
| 20 травня 2012 22:00 (EEST) |

| «Ювентус» | 0:2      | «Наполі»                                   |
| --------- | -------- | ------------------------------------------ |
|           | Протокол | Едінсон Кавані 63' (пен.) Марек Гамшик 83' |

| « Олімпійський стадіон», Рим Глядачів: 70 000 Арбітр: Крістіан Брігі |